# Andrea Ghira
Andrea Ghira (Roma, 21 settembre 1953 – Melilla, 2 settembre 1994) è stato un criminale italiano, rimasto dal 1975 dapprima contumace e poi sempre latitante fino alla morte.
Già noto alla cronaca, ha partecipato al massacro del Circeo il 29 e 30 settembre 1975. A poco tempo da quel delitto, tra il 15 e il 24 dicembre dello stesso anno e da latitante, Ghira avrebbe anche partecipato al sequestro di Ezio Matacchioni (venendo indicato agli inquirenti dallo stesso rapito, un giovane neofascista liberato poi dai carabinieri), nel ruolo di carceriere in una villetta di Tor San Lorenzo, ma tutti gli imputati di quel rapimento saranno poi assolti per insufficienza di prove. Ghira si arruolò poi nella legione straniera spagnola e morì a Melilla, in Nordafrica, di overdose di eroina. 
"Cognome: Ghira. Nome: Andrea. Nato il 21/09/1953 a Roma (RM). Ricercato dal 1992 per omicidio volontario, tentato omicidio, violenza carnale, armi, ed altro. Deve scontare la pena dell'ergastolo; il 02.03.1992 sono state diramate le ricerche in campo internazionale, per arresto ai fini estradizionali"
(Scheda segnaletica comparsa sul sito del Ministero dell'Interno qualche ora dopo la diffusione della rivelazione postuma della morte di Andrea Ghira a Melilla nel 1994)

## Biografia

### La famiglia e i primi anni
Andrea Ghira era figlio di un noto e stimato imprenditore edile di Roma, Aldo Ghira, campione olimpico con la nazionale di pallanuoto, e Maria Cecilia Angelini Rota. La famiglia possedeva anche una villa al Circeo: Villa Moresca. Fin dagli anni del liceo classico statale Giulio Cesare, Ghira si era legato ad ambienti dell'estrema destra. Presso il liceo Giulio Cesare, Ghira aveva fondato un gruppo che teorizzava il crimine come mezzo di affermazione sociale.
Per Ghira i primi guai con la giustizia arrivarono a 16 anni, nel 1970, a seguito della sua partecipazione a manifestazioni di estrema destra ed episodi di teppismo politico. Ossessionato dal mito della banda dei marsigliesi, si faceva chiamare – come fece nei giorni del massacro del Circeo, non solo dagli altri complici, ma anche da Rosaria Lopez e Donatella Colasanti – con lo pseudonimo di Jacques, nome del criminale Jacques Berenguer da lui ammirato, componente di quella banda che a Roma aveva messo a segno una serie di sequestri a scopo di estorsione.

### La prima condanna
Ghira ricevette una prima denuncia per manifestazione sediziosa, poi, nel 1972, fu denunciato per minaccia a mano armata e lesioni aggravate. Nel 1973 venne arrestato per rapina aggravata e violazione di domicilio, compiuta insieme con Angelo Izzo, venendo condannato a cinque anni.

### La condanna all'ergastolo
Quando il 30 settembre 1975 mise in atto il massacro del Circeo con gli amici Angelo Izzo e Gianni Guido, Ghira aveva già scontato alcuni anni in carcere ed era uscito di prigione da appena tre mesi. La festa di compleanno, a cui erano state invitate le due giovani ragazze, Lopez e Colasanti, altro non era che i festeggiamenti per la scarcerazione anticipata di Ghira. Si tenne a Villa Moresca, residenza estiva della famiglia Ghira: una grande abitazione disposta su due piani, giardino, taverna e garage. Affacciata sul panorama dell'Isola di Ponza, si trovava in posizione molto isolata. A seguito di quel massacro Ghira – contumace – fu condannato all'ergastolo, ma rimase sempre latitante.

### La latitanza
"«Lui era potuto entrare nel Tercio senza presentare documenti; lo poteva fare chiunque all'epoca, era come stare nella legione straniera: bastava dare un nome e un cognome. Non importa se falsi, non serviva una copertura. Ma adesso le cose sono cambiate, adesso entrano solo gli spagnoli». La Legione di Melilla, ieri ha rotto il silenzio. Massimo Testa, ha fatto sapere, entrò nel Tercio il 26 giugno del '76, a Madrid, nove mesi dopo il delitto del Circeo. «Mi chiamo Massimo Testa de Andres», disse alla porta. Badate: «De Andres» in spagnolo vuol dire «di Andrea». Era l'inizio della metamorfosi, il cambio d'identità. Da quel giorno sarebbe stato per tutti Massimo. Dopo dieci anni di Legione spagnola, poi, avrebbe avuto di diritto la nazionalità e dunque un nuovo passaporto, una nuova vita.
Passò da Madrid a Fuerteventura, da Ceuta a Melilla. Ma i problemi con la droga esplosero presto: il 28 maggio 1980 lo misero in carcere a Cadice e ci restò sei mesi "per un presunto delitto contro la salute pubblica". Nell'82 fu destinato alle Operazioni Speciali a Malaga, l'anno dopo tornò a Melilla e qui, però, subì ancora «numerose sanzioni per la detenzione e il consumo di sostanze stupefacenti». Finché, dopo un ricovero all'ospedale militare (forse per un tumore alla testa), il 21 luglio del '93 «per carenti condizioni psicofisiche» la Legione gli impose di ritirarsi.
Niente più passaporto, niente più vie d'uscita, Massimo Testa de Andres sarebbe dovuto restare per sempre a Melilla. «In Italia non posso tornare, ho dei problemi», diceva agli amici. Una prigione definitiva. Il naufragio ormai era inevitabile. Lui fissò la residenza a San Sebastián, forse lì s'incontrava con qualcuno che gli portava i soldi dall'Italia, ma intanto viveva a Melilla e frequentava la spiaggia, dove la signora «Tita», che ora vive nella casa di Ghira, gestiva un chioschetto di bibite. «Veniva, fumava, chiacchierava, si drogava. Ma non era uno spacciatore, non era un trafficante di droga - si sfoga in ultimo Tita -. Massimo giocava con i bimbi del quartiere, non era un violento e non parlava mai del passato.»"
(Intervista ai commilitoni della Legione Straniera)
Secondo le ricerche effettuate, Ghira avrebbe inizialmente passato, tra alterne vicende, 18 anni nella legione straniera spagnola – la Legión Española – dove si sarebbe arruolato il 26 giugno 1976 a Madrid, sotto il falso nome di Massimo Testa de Andrés ("de Andrés" in spagnolo sta per "di Andrea", proprio come il vero nome di battesimo di Ghira), dichiarandosi nato a Roma nel 1955 (posticipando quindi di due anni la sua vera data di nascita). Raggiunse il grado di caporalmaggiore prestando servizio nel Tercio "Duque de Alba" II della Legión a Ceuta, precisamente nella 3ª Compagnia della IV Bandera (Battaglione) e successivamente nel BOEL, il reparto di forze speciali, prima di esserne allontanato nel 1993 per carenza di condizioni psicofisiche.
Prima di arrivare nel Tercio si ricostruì che fosse fuggito in Francia tramite la zia, che gestiva a Lourdes la struttura destinata ai malati che l'UNITALSI porta in pellegrinaggio al santuario mariano, magari proprio su uno dei cosiddetti treni bianchi, poi trascorse sei mesi in un kibbutz israeliano, riparando poi a Melilla, enclave spagnola in Africa, dove la fidanzata María Rodríguez Valverde, sorella di Benigno, un ex-legionario come lui, viveva e gestiva un chiosco sulla spiaggia.
Riguardo alle vicende avvenute tra il delitto del Circeo e l'arruolamento di Ghira nella legione spagnola, vi sono diverse incertezze temporali. Angelo Izzo, in una delle sue confessioni alle autorità giudiziarie, parlò di un presunto cameo non accreditato del suo complice di prodezze criminali nel film La soldatessa alla visita militare. Gli inquirenti, essendo a conoscenza della nota passione per la commedia sexy all'italiana dei militanti dell'estrema destra romana (primo fra tutti Valerio Fioravanti, che per anni svolse la professione di attore prima di diventare terrorista), nonostante una stretta somiglianza con un giovane caratterista (anch'egli irreperibile perché non accreditato), e benché il film fosse stato girato nei primi mesi del 1976 (quando ancora non vi erano dati sull'arruolamento di Massimo Testa de Andres), stentarono a credere alle dichiarazioni di Izzo, specie quando quest'ultimo farfugliò di un rapporto sessuale estremo tra l'amico, Alvaro Vitali e Edwige Fenech.
L'attendibilità delle dichiarazioni, molte delle quali eseguite sotto chiari sintomi di astinenza (su cui lo stesso Izzo successivamente scriverà un j'accuse riguardo alla qualità scadente dell'eptadone nelle carceri italiane), non è stata però messa in dubbio dai sodali frequentanti il giro di Corso Trieste, che ritengono probabile quantomeno una partecipazione del loro amico all'interno della scrittura della sceneggiatura del film, dato che il copione riporta battute, modi di dire e di fare del giovane Ghira.
E a Melilla, nella sua casa di Costa della Vigna numero 35, Ghira sarebbe poi morto in seguito a overdose all'età di 40 anni il 2 settembre 1994. Come comunicato in un secondo tempo dal Ministero della Difesa spagnolo, sarebbe stato trovato senza vita solo sette giorni dopo, il 9 settembre 1994. La testimonianza di una vicina di casa ricorda che "...era morto da qualche giorno, nella casa c'era un gran fetore e una siringa per terra, lui ai piedi del letto, vestito, con una mano protesa verso l'abat-jour ancora accesa". Stando alle testimonianze, i vicini sapevano che era tossicodipendente.
I funerali si sarebbero svolti due giorni dopo, l'11 settembre, come resta traccia sui registri del cimitero monumentale di Melilla, con il feretro portato a spalla fino al settore cimiteriale dei combattenti da quattro legionari caporalmaggiori – pari grado nonché amici di Ghira: Santodomingo, Cuellar, Algudo e Pavoni. La croce sulla tomba reca una scritta in vernice bianca: "CABO 1 CL, MASSIMO TESTA, DE ANDRES, 11.04.94, RIP". Quanto alla data dell'11 aprile 1994, spiega il direttore del camposanto: "Morì il 2 settembre 1994 e fu sepolto l'11 settembre. Quell'11 aprile '94 che compare sulla croce, invece, è stato senz'altro un errore. Sapete, sono passati tanti anni, le scritte col tempo si cancellano e noi periodicamente interveniamo per ripristinarle. Evidentemente qualcuno della manutenzione si è confuso". Solo il test del DNA del 2005 svelerà il destino del criminale latitante. In seguito è stata modificata la targhetta in "CABO 1 CL, MAXIMO TESSTA 09.09.94, RIP".

## I dubbi sulla morte
"Questa mattina la signora Maria Cecilia Ghira ha spontaneamente consegnato ai carabinieri alcuni documenti in suo possesso che dovrebbero provare la morte del proprio figlio Andrea avvenuta in Spagna circa 11 anni fa, dove si era rifugiato dopo i gravi fatti avvenuti. In Spagna [Andrea Ghira] era riuscito ad arruolarsi nella Legione straniera Tercio, dove è rimasto fino alla sua morte. La famiglia non lo ha in alcun modo aiutato né è a conoscenza come sia riuscito a uscire dall'Italia e ad arruolarsi. Al momento in cui la madre ha ricevuto detti documenti, il dolore per la morte di un figlio e la paura di dover affrontare un nuovo processo mediatico, le impedirono di darne notizia. Gli altri fratelli avevano deciso di continuare a vivere cercando di dimenticare e pertanto avevano lasciato alla madre ogni decisione in merito non volendo essere coinvolti in altre indagini che trascinassero i loro nomi e la famiglia sulle pagine dei giornali."
(Nota dei famigliari di Andrea Ghira pubblicata nell'ottobre 2005)
Sulla morte di Ghira grava però il dubbio di depistaggio, manifestato oltre che da Donatella Colasanti, anche da Letizia Lopez, sorella di Rosaria, l'altra vittima del massacro del Circeo, nella trasmissione Chi l'ha visto?, durante la quale sono anche stati trasmessi gli identikit di come dovrebbe apparire oggi Andrea Ghira. Letizia Lopez nutre forti perplessità sul fatto che un uomo dell'alta borghesia romana, abituato ai privilegi di questa sua condizione, vissuto nell'agiatezza anche durante la sua latitanza grazie alle protezioni ottenute, potesse arruolarsi da soldato semplice della Legione Straniera Spagnola e affrontare vessazioni, sacrifici e durezze tipiche di quel corpo militare.

### Ipotesi alternative
Qualcuno suppose non essere di Andrea Ghira il corpo sepolto a Melilla, in quanto esiste una foto del 1995, scattata dai Carabinieri a Roma tramite telecamere di sorveglianza, che ritrae un uomo camminare in una zona periferica della città: l'analisi dell'immagine al computer avrebbe confermato che si trattava di Andrea Ghira. Tuttavia la successiva prova del DNA del 2016 ha nuovamente smentito questa versione – trattandosi di una foto sgranata e probabilmente solo di un uomo molto somigliante all'aspetto che Ghira avrebbe potuto avere, ingrassato e invecchiato – ribadendo che l'uomo morto nel 1994 a Melilla è Ghira.
Nel corso degli anni – e soprattutto dopo la trasmissione Chi l'ha visto? – i suoi avvistamenti sono stati infatti segnalati in Argentina, Brasile, Costa Rica, Paraguay, Kenya, Sudafrica e Inghilterra.
Nel 2004 viene aperto un fascicolo su Ghira dal procuratore aggiunto Italo Ormanni e dal sostituto procuratore di Roma Giuseppe De Falco. Riprendono così le indagini per rintracciare Ghira, con perquisizioni a tappeto di Carabinieri, Servizio Centrale Operativo e Digos. Vengono passati al setaccio nove appartamenti di parenti e amici di Ghira, con sequestri di documenti, lettere e computer. Altre ispezioni si svolgono all'estero. Due strettissimi familiari di Ghira vengono iscritti nel registro degli indagati per favoreggiamento, ma poi più nulla si viene a sapere dagli inquirenti.

### La prova del DNA (2005 e 2016)
La Procura di Roma chiese l'esumazione della salma, cosa che avvenne il 14 novembre 2005 alla presenza degli investigatori italiani. Fu prelevato un femore per analizzare il DNA a Roma. Nella bara il cadavere risultava ancora affiancato dalla siringa che aveva procurato l'overdose nel settembre del 1994. Il 26 novembre 2005 l'esame del DNA confermò l'identità di Ghira, mentre la madre un mese prima consegnava spontaneamente ai carabinieri alcune prove documentali della morte del figlio.
Ma secondo quanto riportato nel 2006 nel libro Tre bravi ragazzi di Federica Sciarelli, l'analisi del DNA di Ghira sarebbe stata effettuata "a cura di persona non imparziale". L'avrebbe infatti condotta nei laboratori dell'Istituto di Medicina Legale dell'Università La Sapienza, diretto dal prof. Arbarello, la dott.ssa Carla Vecchiotti, una genetista che risulterebbe, secondo le indiscrezioni, già allieva e pupilla della prof.ssa Matilde Angelini Rota (medico legale responsabile dell'ambulatorio per la violenza carnale dell'Istituto di Medicina Legale della stessa Università), zia dal versante materno dello stesso latitante Andrea Ghira.
Così avrà a dichiarare Donatella Colasanti, prima di morire: "Andrea Ghira è vivo e sta a Roma, quelli sepolti a Melilla sono i resti di un suo parente, per questo il DNA è lo stesso". In modo analogo si è espressa anche Letizia, la sorella di Rosaria Lopez.
Proprio per fugare questi residui dubbi, nel gennaio 2016 la Procura della Repubblica di Roma ha riaperto il caso e disposto una nuova esumazione della salma sepolta a Melilla affinché fosse effettuato un nuovo esame del DNA, più approfondito. La relazione depositata nel giugno 2016 dai periti nominati dalla Procura, i professori Giovanni Arcudi e Giuseppe Novelli, attesta che i risultati del nuovo test, effettuato su campioni del midollo osseo, confermano che i resti del sottufficiale della Legione straniera spagnola appartengono ad Andrea Ghira.